# Aspilonaxa obliquaria
Aspilonaxa obliquaria là một loài bướm đêm trong họ Geometridae.